# マイネルセレクト
マイネルセレクト（Meiner Select、1999年5月29日 - 2020年10月1日以前(正確な没日は不明)）は日本の競走馬、種牡馬。主な勝ち鞍に2004年のJBCスプリント、東京盃など。

## 競走馬時代
- 特記事項なき場合、本節の出典はJBISサーチ[3]

2001年10月28日、福島競馬場の新馬戦でデビューし、2着に6馬身差をつけて1着。福島2歳ステークスは4着に終わるが、阪神競馬場でのポインセチア賞を勝ちシクラメンステークス2着とするが、脚部不安を起こして戦線を離脱。2002年10月の1000万下条件戦で復帰し、3戦して1勝2着1回とするが、再び長期休養を強いられる。2003年7月に復帰するが、当初復帰戦として予定されていた1000万円以下特別の岩室特別を除外となり、翌週に行われたオープン特別の北陸ステークスに格上挑戦して勝利をおさめる。続くBSN賞をレコードタイムで勝利すると身が入り、シリウスステークスでもスターリングローズらを相手に勝利した。初GI出走のJBCスプリントでは逃げたサウスヴィグラスを直線で捉えにかかるも、ハナ差及ばぬ2着に終わる。
2004年の緒戦、ガーネットステークスは58.5キロのトップハンデながら2着ブルーコンコルドの3馬身2分の1差つけて重賞2勝目をマーク。続いてドバイへ遠征してドバイゴールデンシャヒーンに出走、アワニューリクルートの5着とした。帰国後は秋まで休養し、秋初戦のさきたま杯は6着も、東京盃は中団からのレースから差し切り勝ち。JBCスプリントは早めの抜け出しからアグネスウイングを2馬身2分の1差おさえて勝利。2005年は順調さを欠き、フェブラリーステークスは感冒のため枠順確定前に出走を取り消したのに続いて、選出済みで2年連続出走を予定していたドバイゴールデンシャヒーンも回避を余儀なくされる。あらためての2005年の初戦となった黒船賞では、追い込んできたノボトゥルーに2馬身差を付け勝利。その後はかしわ記念の出走を予定していたが回避し、8月になって右前脚に屈腱炎を発症したことから、引退が決まった。

## 競走成績
以下の内容は、JBISサーチ、netkeiba.com、Racing Postに基づく。
| 年月日     | 競馬場         | 競走名                     | 格   | 頭数 | 枠番 | 馬番 | オッズ （人気） | 着順 | 騎手     | 斤量 | 距離（馬場）  | タイム （上り3F） | タイム 差 | 勝ち馬/（2着馬）       |
| ---------- | -------------- | -------------------------- | ---- | ---- | ---- | ---- | --------------- | ---- | -------- | ---- | ------------- | ----------------- | --------- | ---------------------- |
| 2001.10.28 | 福島           | 2歳新馬                    |      | 12   | 4    | 4    | 1.3（1人）      | 1着  | 高橋亮   | 53   | ダ1000m（良） | 01:00.3 (35.9)    | -1.0      | （ワンダーフライト）   |
| 2001.11.18 | 福島           | 福島2歳S                   | OP   | 16   | 2    | 4    | 4.0（2人）      | 4着  | 高橋亮   | 55   | 芝1200m（良） | 01:10.4 (36.6)    | 0.6       | カフェボストニアン     |
| 2001.12.01 | 阪神           | ポインセチア賞             | 500  | 16   | 6    | 11   | 2.0（1人）      | 1着  | 蛯名正義 | 54   | ダ1200m（良） | 01:12.7 (36.7)    | -0.1      | （シルヴァーパレット） |
| 2001.12.15 | 阪神           | シクラメンS                | OP   | 11   | 3    | 3    | 3.2（2人）      | 2着  | 吉田稔   | 56   | ダ1400m（良） | 01:24.8 (38.3)    | 0.0       | インタータイヨウ       |
| 2002.10.12 | 京都           | 3歳上1000万下              |      | 16   | 4    | 7    | 2.0（1人）      | 2着  | 武豊     | 55   | ダ1200m（良） | 01:12.4 (37.0)    | 0.1       | ニチドウマジック       |
| 2002.10.26 | 京都           | 3歳上1000万下              |      | 16   | 4    | 7    | 1.6（1人）      | 1着  | 武豊     | 55   | ダ1200m（良） | 01:12.1 (37.1)    | -0.4      | （サンキンヘイロー）   |
| 2002.11.24 | 京都           | 貴船S                      | 1600 | 15   | 8    | 14   | 2.8（1人）      | 3着  | 岩田康誠 | 55   | ダ1400m（良） | 01:24.3 (37.0)    | 0.1       | ツルマルファイター     |
| 2003.07.27 | 新潟           | 北陸S                      | OP   | 15   | 8    | 15   | 6.8（4人）      | 1着  | 大西直宏 | 55   | ダ1200m（良） | 01:11.4 (36.3)    | -0.1      | （リンガスローレル）   |
| 2003.09.06 | 新潟           | BSN賞                      | OP   | 15   | 6    | 10   | 2.0（1人）      | 1着  | 大西直宏 | 55   | ダ1200m（重） | R1:09.6 (36.7)    | -0.5      | （タイギャラント）     |
| 2003.10.05 | 阪神           | シリウスS                  | GIII | 14   | 7    | 11   | 3.1（1人）      | 1着  | 大西直宏 | 56   | ダ1400m（良） | 01:23.1 (36.3)    | -0.5      | （ツルマルファイター） |
| 2003.11.03 | 大井           | JBCスプリント              | GI   | 15   | 3    | 4    | 2.8（2人）      | 2着  | 大西直宏 | 57   | ダ1190m（良） | 01:09.7 (35.6)    | 0.0       | サウスヴィグラス       |
| 2004.01.11 | 中山           | ガーネットS                | GIII | 16   | 3    | 6    | 1.8（1人）      | 1着  | 武豊     | 58.5 | ダ1200m（良） | 01:10.9 (37.6)    | -0.6      | （ブルーコンコルド）   |
| 2004.03.27 | ナド・アルシバ | ドバイゴールデンシャヒーン | G1   | 12   | 11   | 7    | -               | 5着  | 武豊     | 57   | ダ1200m（良） | 01:11.10(00.0)    | 0.8       | Our New Recruit        |
| 2004.09.08 | 浦和           | さきたま杯                 | GIII | 11   | 6    | 6    | 2.1（2人）      | 6着  | 武豊     | 57   | ダ1400m（良） | 01:26.3 (37.9)    | 0.8       | ロッキーアピール       |
| 2004.09.29 | 大井           | 東京盃                     | GII  | 14   | 7    | 11   | 2.1（1人）      | 1着  | 武豊     | 56   | ダ1200m（不） | 01:10.9 (36.3)    | -0.2      | （ヒカリジルコニア）   |
| 2004.11.03 | 大井           | JBCスプリント              | GI   | 12   | 6    | 8    | 1.3（1人）      | 1着  | 武豊     | 57   | ダ1200m（稍） | 01:10.6 (36.3)    | -0.5      | （アグネスウイング）   |
| 2005.03.21 | 高知           | 黒船賞                     | GIII | 12   | 6    | 8    | 3.1（2人）      | 1着  | 武豊     | 59   | ダ1400m（良） | 01:28.4 (38.9)    | -0.4      | （ノボトゥルー）       |

- Draw：枠番、Horse No.：馬番

## 種牡馬時代
2006年度より北海道新冠町にあるビッグレッドファームで繋養され、2011年の種付けシーズン終了後に、イーグルカフェとともに韓国へ輸出され、済州島の緑原牧場で繋養先された。
2020年10月1日、斃死を理由に種牡馬登録が抹消された。オーロマイスターとスパイキュールとの同時の発表であり、正式な没日は不詳である。

### 主な産駒
- 2007年産
  - スマートパワー（2010年北日本新聞杯）[22]
  - トウショウセレクト（2015年金沢スプリントカップ）[23]
- 2008年産
  - エルウェーオージャ（2010年兼六園ジュニアカップ）[24]
  - コスモワッチミー（2012年福永洋一記念、トレノ賞、福山金杯、黒潮マイルチャンピオンシップ、2013年黒潮スプリンターズカップ）[25]
- 2010年産
  - シキセイセイ（2014年新涼賞、長月賞、耶馬溪賞）[26]
- 2011年産
  - サウスウインド（2016年はがくれ大賞典、オータムカップ、姫山菊花賞、兵庫大賞典、2017年園田金盃）[27]

## 血統表
| マイネルセレクトの血統                       | マイネルセレクトの血統                            | マイネルセレクトの血統   | （血統表の出典）         | （血統表の出典） |
| 父系                                         | ミスタープロスペクター系                          | ミスタープロスペクター系 | ミスタープロスペクター系 | [ § 2 ]          |
| 父 *フォーティナイナー Forty Niner 1985 栗毛 | 父の父Mr.Prospector 1970 鹿毛                     | Raise a Native           | Native Dancer            | Native Dancer    |
| 父 *フォーティナイナー Forty Niner 1985 栗毛 | 父の父Mr.Prospector 1970 鹿毛                     | Raise a Native           | Raise You                |                  |
| 父 *フォーティナイナー Forty Niner 1985 栗毛 | 父の父Mr.Prospector 1970 鹿毛                     | Gold Digger              | Nashua                   | Nashua           |
| 父 *フォーティナイナー Forty Niner 1985 栗毛 | 父の父Mr.Prospector 1970 鹿毛                     | Gold Digger              | Sequence                 |                  |
| 父 *フォーティナイナー Forty Niner 1985 栗毛 | 父の母File 1976 栗毛                              | Tom Rolfe                | Ribot                    | Ribot            |
| 父 *フォーティナイナー Forty Niner 1985 栗毛 | 父の母File 1976 栗毛                              | Tom Rolfe                | Pocahontas II            |                  |
| 父 *フォーティナイナー Forty Niner 1985 栗毛 | 父の母File 1976 栗毛                              | Continue                 | Double Jay               | Double Jay       |
| 父 *フォーティナイナー Forty Niner 1985 栗毛 | 父の母File 1976 栗毛                              | Continue                 | Courtesy                 |                  |
| 母 ウメノアスコット 1989 鹿毛                | 母の父*ラッキーソブリン Lucky Sovereign 1974 鹿毛 | Nijinsky II              | Northern Dancer          | Northern Dancer  |
| 母 ウメノアスコット 1989 鹿毛                | 母の父*ラッキーソブリン Lucky Sovereign 1974 鹿毛 | Nijinsky II              | Flaming Page             |                  |
| 母 ウメノアスコット 1989 鹿毛                | 母の父*ラッキーソブリン Lucky Sovereign 1974 鹿毛 | Sovereign                | Pardao                   | Pardao           |
| 母 ウメノアスコット 1989 鹿毛                | 母の父*ラッキーソブリン Lucky Sovereign 1974 鹿毛 | Sovereign                | Urshalim                 |                  |
| 母 ウメノアスコット 1989 鹿毛                | 母の母ハギノトップレディ 1977 黒鹿毛              | *サンシー Sancy          | Sanctus                  | Sanctus          |
| 母 ウメノアスコット 1989 鹿毛                | 母の母ハギノトップレディ 1977 黒鹿毛              | *サンシー Sancy          | Wordys                   |                  |
| 母 ウメノアスコット 1989 鹿毛                | 母の母ハギノトップレディ 1977 黒鹿毛              | イットー                 | *ヴェンチア              | *ヴェンチア      |
| 母 ウメノアスコット 1989 鹿毛                | 母の母ハギノトップレディ 1977 黒鹿毛              | イットー                 | ミスマルミチ             |                  |
| 母系(F-No.)                                  | マイリー(GB)系(FN:7-e)                            | マイリー(GB)系(FN:7-e)   | マイリー(GB)系(FN:7-e)   | [ § 3 ]          |
| 5代内の近親交配                              | Nasrullah 5･5×5=9.38%                             | Nasrullah 5･5×5=9.38%    | Nasrullah 5･5×5=9.38%    | [ § 4 ]          |
| 出典                                         | 1. 2. 3. 4.                                       | 1. 2. 3. 4.              | 1. 2. 3. 4.              | 1. 2. 3. 4.      |